# Boll (Bonndorf im Schwarzwald)
Boll ist der Name einer ehemaligen Gemeinde im Landkreis Waldshut, die seit der Eingemeindung 1971 zur Stadt Bonndorf im Schwarzwald gehört. Boll besitzt unter anderem einen Zugang zur Wutachschlucht, wo sich das größtenteils verfallene, ehemalige Bad Boll an einer Heilquelle befindet.

## Geschichte
Der Name des Ortes rührt entweder von bol (althochdeutsch: Hügel) her und bezieht sich auf die Burg Neu-Tannegg (Boll). Sie wurde im 12. Jahrhundert auf einem Berghang oberhalb eines Übergangs über die Wutach von den Herren von Boll erbaut. Eine andere Deutung könnte die Kirche sein, die ebenfalls auf einem Bühl (Hügel) erbaut wurde und mit ihrem ummauerten Kirchhof den Einwohnern als Bollwerk dienen sollte. Ebenfalls auf einem steilen Hügel  in der Wutachhalde stand seit 1100 die heute fast ganz abgegangene Burg Tannegg (Alt-Tannegg). Ein Badehäuschen der dortigen Herren von Tannegg an der Wutach war die Keimzelle des späteren Bad Boll, Den Ursprung des Ortes bildete zunächst ein einziger Hof, das „Haus zu Boll“. 1603 hat sich dieser aber bereits zu einer Siedlung mit 169 Einwohnern entwickelt, die Mörspergische Leibeigene waren. Somit gehörte Boll zur Reichsherrschaft Bonndorf. Joachim Christoph von Mörsberg verkaufte wegen Überschuldung die Herrschaft Bonndorf 1609 an das Kloster St. Blasien. Bis zur Säkularisation 1806 gehörte Boll zum Kloster St. Blasien und wechselte dann an das Großherzogtum Baden und wurde eine selbständige Gemeinde. Am 1. Juli 1971 wurde Boll in die Stadt Bonndorf im Schwarzwald eingegliedert. Bis zum 1. Januar 1973 war Boll Teil des Landkreises Hochschwarzwald.

## Religion und Kirche
Die Dorfkirche Mariä Empfängnis ist eine der ältesten Kirchen in der Gegend und ist vom Friedhof umgeben. Der jetzige Bau stammt aus dem Jahre 1664 in der Amtszeit von Franz Chullot und seinem Nachfolger Otto Kübler und ersetzte einen älteren der durch Brand zerstört worden war. Das Pfarrhaus, welches vermutlich aus dem 14. oder 15. Jahrhundert stammt, wurde später zur Oberen Mühle umgebaut. Mit dem Verkauf Bonndorfs und damit auch Bolls 1609 an das Kloster St. Blasien wird Boll kirchlich der Pfarrei Gündelwangen zugeschlagen. Die heute im Innern barockisierte Kirche wurde Anfang der 1970er Jahre und im Jahre 2007 umfangreich renoviert. Im Jahre 2000 wurde die Pfarrgemeinde Gündelwangen mit der Filialkirche Boll in die Seelsorgeeinheit Bonndorf-Wutach integriert.
Unterhalb des Ortes, an der Straße zur Schattenmühle, wurde aufgrund persönlicher Gelöbnisse von drei Familien aus Boll und Köln im ersten Nachkriegsjahr 1946 die Bruder-Klaus-Kapelle, die heute meist als Friedenskapelle bezeichnet wird, erbaut. Am Fußweg von Boll nach Bonndorf steht die aus dem 17. Jahrhundert stammende Josefskapelle.

## Mühle Boll

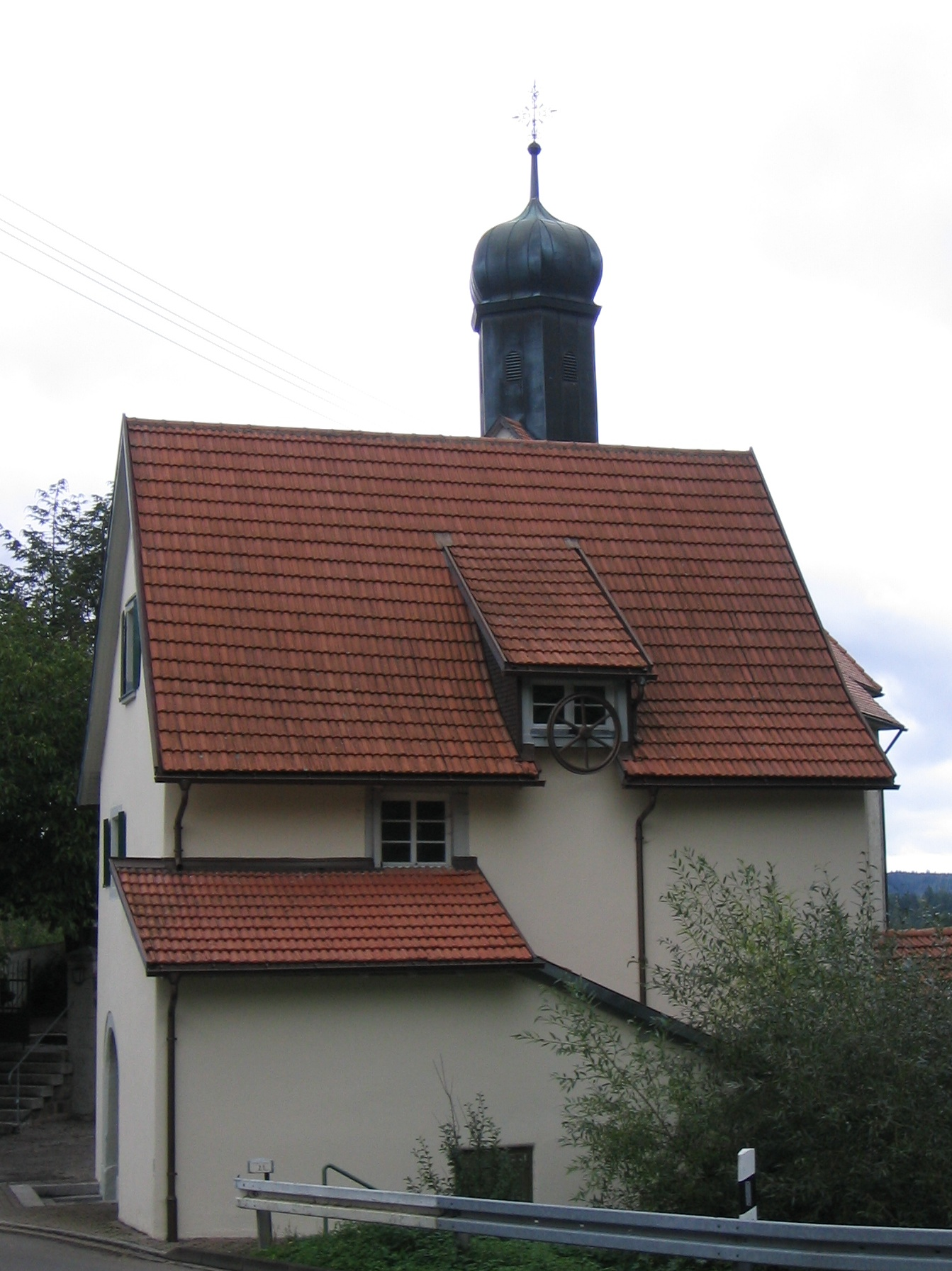
Mühle Boll

Die Entstehung des Mühlengebäudes ist vermutlich auf das 14. oder 15. Jahrhundert zu datieren, denn ursprünglich diente das Gebäude als Pfarrhaus für die in direkter Nachbarschaft befindliche Kirche. Erst Anfang des 17. Jahrhunderts, als die Pfarrgemeinde Boll kirchlich der Pfarrgemeinde Gündelwangen zugeschlagen wurde und das Pfarrhaus somit überflüssig war, wurde es zur Getreidemühle umgebaut.
Die Mühle wurde ausschließlich mit Wasserkraft betrieben, wobei das erforderliche Wasser aus dem örtlichen Mühlenweiher entnommen und über ein Bach- und teilweise unterirdisches Rohrleitungssystem bis zum oberschlächtigen Wasserrad weitergeleitet wurde. Im Jahre 1925 wurde das damalige komplett in Holz ausgeführte Wasserrad durch ein Wasserrad in Stahlkonstruktion mit ca. 6 m Durchmesser ersetzt, das auch heute noch existiert. Das Wasserrad treibt über ein Kronrad- und ein Stirnradgetriebe die beiden Mahlgänge an, wobei diese jeweils einzeln ein- und ausgekuppelt werden können. Darüber hinaus gibt es eine sogenannte Königswelle, die – über ein ebenfalls ein- und auskuppelbares Stirnrad angetrieben – die Kraft des Mühlrades im gesamten Mühlengebäude über drei weitere Stockwerke und verschiedene Transmissionen an die diversen Maschinen und an den im Jahre 1902 eingebauten Fahrstuhl weiterleitet.
Obwohl die Wasserzufuhr im Jahre 1972 aufgrund von Straßensanierungsmaßnahmen unterbrochen und der Betrieb als Handelsmühle eingestellt werden musste, kann man im heutigen Museumsbetrieb die gesamte Technik in voller Funktion sehen, denn mittels mehrerer zentral installierter Elektromotoren können alle Mahlgänge, Maschinen und auch der Fahrstuhl betrieben werden.

## Verkehr
Boll ist durch einen Kreisstraße an Bonndorf angebunden, die von dort kommend zur Landstraße L170 führt, die den ersten öffentlich, befahrbaren Wutachübergang an der Schattenmühle bildet. Bis zum Bau dieser Straße führte von Boll die einzige Straßenverbindung vom Gebiet Bonndorfs über die Wutach nach Löffingen auf die Baar. Diese Straßenverbindung bestand bis 1873, hatte Steigungen bis zu 18 % und überquerte an der Gemarkungsgrenze auf einer hochwassersicheren Brücke bei Oberdietfurt die Wutach. Mit dem Bau der neuen Straßenverbindung über die Schattenmühle wurde die Brücke bei Oberdietfurt abgebrochen. Die einstige Straße, die noch mit alten Wehrsteinen gesäumt ist, dient heute als Wirtschafts- und Wanderweg. Boll wird durch eine Buslinie und den Wanderbus Wutachschlucht nahverkehrstechnisch bedient.

## Kultur und Sehenswürdigkeiten
Boll bietet zwei Zugänge zur Wutachschlucht. Der eine Zugang führt unmittelbar unterhalb des Dorfes über die Burg Neu-Tannegg nach Bad Boll in das Naturschutzgebiet. Der andere Zugang führt über die alte Landstraße ebenfalls in die Schlucht, etwas weiter Flussaufwärts bei Dietfurt.